# Zahra Seddiqi Hamedani
Zahra Seddiqi Hamedani ( en persa: زهرا صدیقی همدانی‎; nacida c. 1991), conocida como Sareh Mansouri, es una activista LGBTQI+ iraní que fue arrestada por la Guardia Revolucionaria Islámica el 27 de octubre de 2021 mientras cruzaba ilegalmente a Turquía para solicitar asilo.  Después de sufrir malos tratos en prisión, se presentaron cargos contra ella por "Corrupción en la Tierra"  y "Cruce ilegal de la frontera", siendo condenada a muerte el 4 de septiembre de 2022. La condena y el encarcelamiento han sido ampliamente condenados por la comunidad internacional, ya que los cargos parecen derivar únicamente de su activismo e identidad. 
En marzo de 2023, se le otorgó la libertad condicional, que aprovechó para huir de Irán en diciembre. Actualmente, sigue con vida fuera del país.

## Vida y activismo
Los detalles sobre la vida de Sareh son escasos, pero se ha informado de que tiene dos hijos, un niño y una niña de 12 y 14 años, y que anteriormente asistía a servicios religiosos en su casa en Irán. Ha sido fotografiada con un crucifijo, pero no se sabe con certeza si se identifica como cristiana o no. Sareh era activa en las redes sociales en apoyo de los derechos de los homosexuales, y se la consideraba una figura destacada en los círculos LGBTI iraníes. En mayo de 2021, Sareh habló sobre el maltrato a las personas LGBTI+ que viven en el Kurdistán iraquí para un documental de la BBC persa. Se cree que este activismo provocó su posterior encarcelamiento, ya que fue detenida en Erbil, Irak en octubre de 2021. Parece que fue a Irán poco después de su liberación para ponerse a salvo. Actuando en desafío a su persecución Sareh declaró:

"Quiero que sepan cuánta presión soportamos las personas LGBT. Arriesgamos nuestras vidas por nuestras emociones, pero encontraremos nuestro verdadero yo.... Espero que llegue el día en que todos podamos vivir en libertad en nuestro país... Ahora estoy viajando hacia la libertad. Espero llegar sana y salva. Si lo consigo, seguiré velando por las personas LGBT. Las apoyaré y alzaré mi voz. Si no lo consigo, habré dado mi vida por esta causa».
Declaración compartida por Amnistía Internacional y la Red de Lesbianas y Transexuales de Irán, 6RANG.

## Encarcelamiento y condena
Poco antes de su intento de fuga a Turquía, Sareh predijo su propia detención afirmando:

"Pueden detenerme en cualquier momento porque tienen toda la información sobre mí... mi vida corre verdadero peligro... Si no llego (a Turquía), está claro lo que ha pasado."

Sareh fue detenida el 27 de octubre de 2021 cuando intentaba cruzar a Turquía, siendo recluida en la prisión de Urmia. Fue torturada repetidamente durante un periodo de 53 días en régimen de aislamiento tras su detención. El 16 de enero de 2022, Sareh fue acusada de cometer 'Corrupción en la Tierra' mediante «la promoción de la homosexualidad», «la promoción del cristianismo» y «la colaboración con medios de comunicación antiiraníes». A lo largo del proceso judicial, Tasnim News Agency hizo públicas alegaciones judiciales y grabaciones de vídeo realizadas por detenidos que indicaban que Zahra había participado en una operación de trata de seres humanos para sacar a mujeres y niñas de Irán con el fin de que fueran explotadas por organizaciones homosexuales en el extranjero.  Sareh fue condenada a muerte por los tribunales el 5 de septiembre de 2022.
El veredicto recibió una amplia cobertura fuera de Irán, con más de 60 medios de comunicación internacionales haciéndose eco de la noticia. Dos días después de conocer su sentencia, Sareh intentó quitarse la vida con una sobredosis de medicamentos. Fue devuelta a prisión en «mal estado mental» tras ser hospitalizada después del intento de suicidio.
En marzo de 2023, se le otorgó la libertad condicional, que aprovechó para huir de Irán en diciembre. Actualmente, sigue con vida fuera del país.